# Премія імені доктора Івана Шретера
Нагорода доктора Івана Шретера (хорв. Nagrada Dr. Ivan Šreter) — щорічна нагорода в хорватській лінгвістиці за найкраще слово, написане хорватською.
Премія носить ім'я д-ра Івана Шретера (1951—1991), хорватського лікаря, що був засуджений до ув'язнення в комуністичній Югославії у 1987 році за те, що він використовував окремі хорватські слова "офіцер у відставці" для позначення свого пацієнта як "пацієнта у відставці", замість використання "відставний офіцер". Під час хорватської війни за незалежність він був захоплений у полон сербськими військами і, ймовірно, загинув, хоча його рештки не знайдено станом на квітень 2008 року.
Конкурс і нагороду спочатку розробив Степан Бабіч, і він зорганізував це в літературному журналі Jezik з 1993 року.

## Переможці
- 1993 — László Bulcsú за саосник, як заміна терміна коаксіальний кабель
- 2006 р. — Нада Арар-Премужич за успорник, як заміна терміна лежачий поліцейський
- 2008 — Вілім Пантлік за наплатница[2], як заміна платний стенд
- 2009 — Драго Стамбеков за просирника, на заміну енергійна підтримка
- 2010 — Винко Вукадін за испразница[3] як заміна для банальність

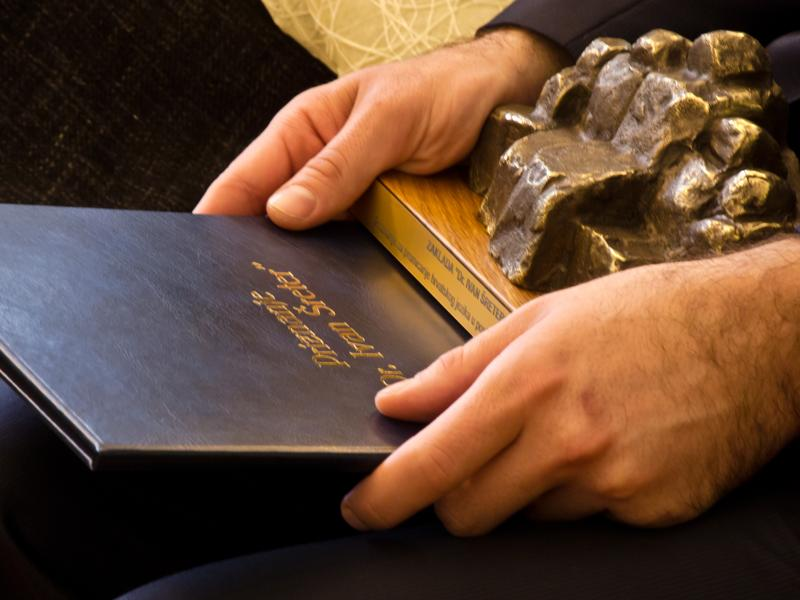
Диплом і статуя, робота академіка скульптора Тонка Фабріса
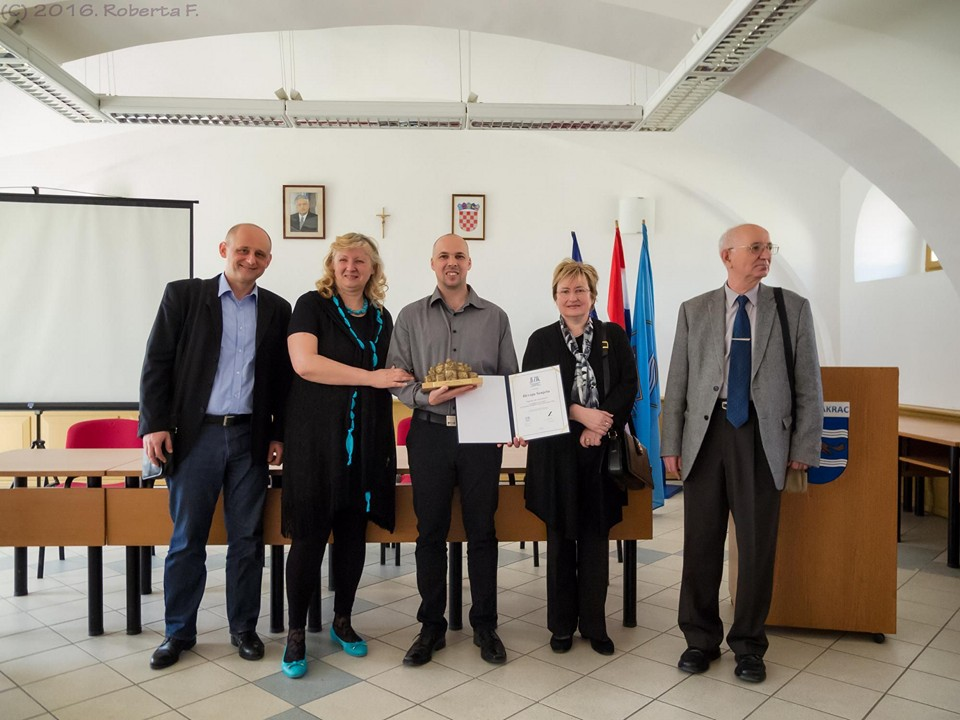
Нагорода доктора Івана Шретера 16 травня 2016 року в мерії міста Пакрацу; Маріо Грчевич, Санда Хам, переможець конкурсу Хрвой Сеньєш, Наташа Башич і Ігор Чатич